# Дом Гайрабетова

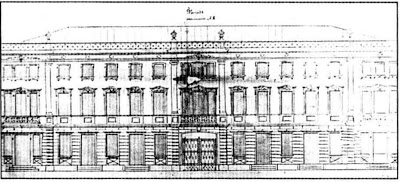
Проект реконструкции дома Гайрабетова.1861г.

Дом Гайрабетова — старинный трёхэтажный дом в центральной части Таганрога.  Относится к памятникам истории и архитектуры федерального значения. В настоящее время в нем размещается факультет иностранных языков Таганрогского педагогического института им. Чехова.

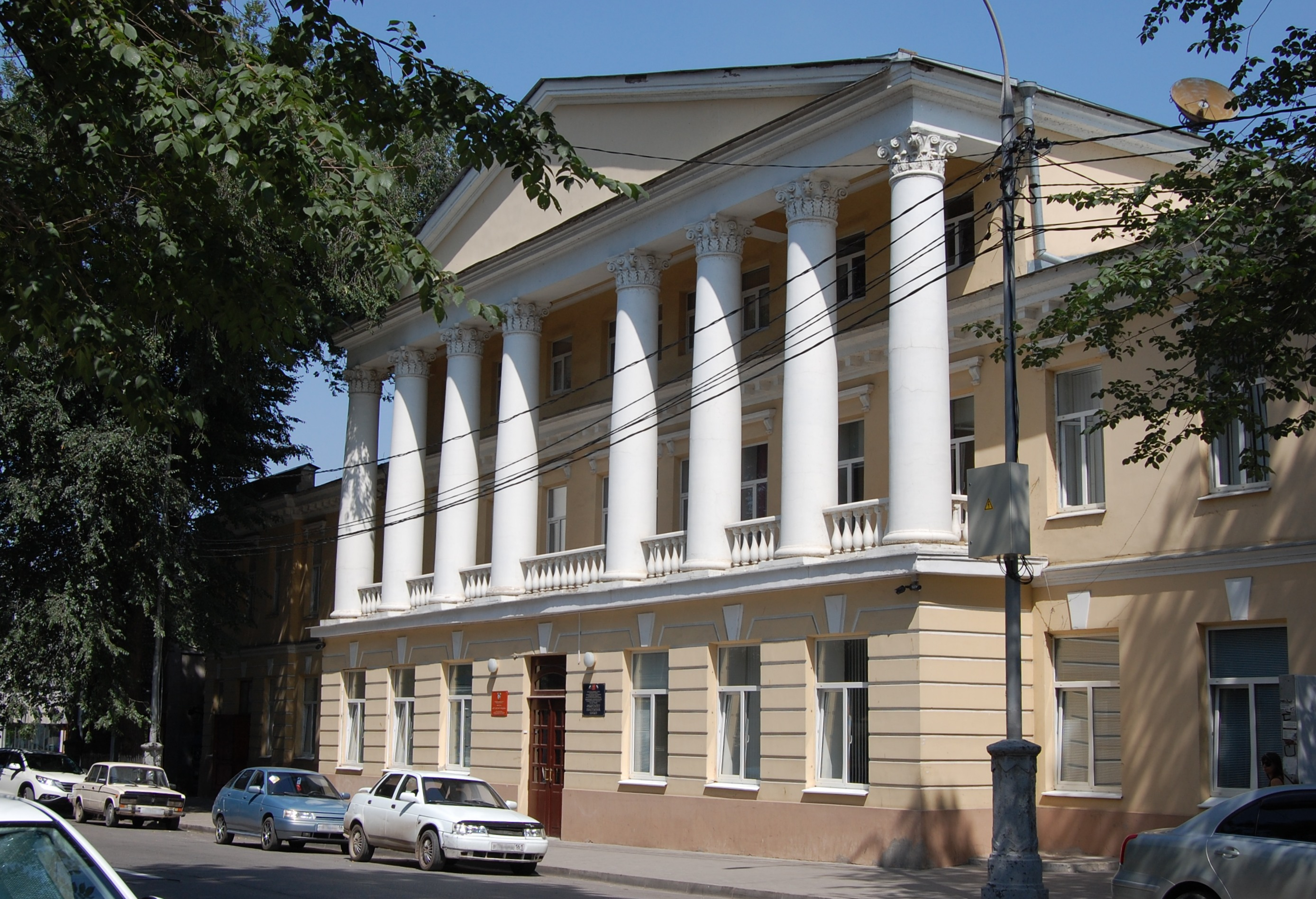
Дом Гайрабетова в настоящее время

## История
В 1861 году  нахичеванский купец Карп Маркович Гайрабетов принял решение перестроить свой двухэтажный дом на улице Петровской.  Перестройка дома проводилась по проекту первого городского архитектора Таганрога (1867 — 1873) Михаила Прокофьевича Петрова. В доме сверху надстроили этаж, фасад украсили восемью колоннами с треугольным фронтоном. На первом этаже выполнена рельефная кладка.
До покупки дома Гайрабетовым, на первом этаже размещалось популярное в Таганроге кафе «Траттория». С 1860 годе в доме располагался клуб коммерческого собрания, потом — клуб общественного собрания. Часть здания занимали магазины обуви (хозяин Т. И. Ильенко), мужских шляп и фуражек (хозяин И. Лев), велосипедов, швейных машинок и др. (И. Розенштейн). Были также  магазины А. Г. Карелина «Табак» и «Чайный магазин».
В годы Первой мировой войны в доме работал лазарет. После Октябрьской революции дом занимали:  Дом профсоюзных работников, клуб и музей Атаманского полка, губернские курсы и др.
После Великой Отечественной войны в доме работал Пищевой техникум, с 1955 года дом занимал Педагогический институт.
Здание «Дом Гайрабетова» является памятником истории и архитектуры федерального значения.

## Архитектурные особенности
Здание приобрело нынешний облик после перестройки в 1861 году. На фасаде здания было возведено восемь колонн, на первом этаже проведена облицовка рустикой, центральная часть здания была надстроена до трех этажей.  Окна первого этажа отделаны замковыми камнями, над окнами второго этажа выполнены сандрики на кронштейнах. Фасад здания украшен портиком с восемью колоннами ионийско-коринфского ордера. Колонны, соединенные ограждениями с балясинами, образовали на втором этаже балкон.
Со стороны улицы в здание было несколько входов.

## Современное состояние
В настоящее время здание занимает факультет иностранных языков Таганрогского педагогического института им. Чехова.